# Sasa ramosa
Espèce
Classification APG II (2003)
Le Sasa ramosa est une espèce de bambou nain très traçant, son feuillage doré et érigé reste très souple et offre des ondulations magnifiques sous le vent. On le rencontre généralement en sous-bois. Ce bambou très rustique ne craint ni soleil, ni sècheresse et résiste à des températures de -20 °C. Sa culture facile offre de multiples possibilités en pot ou pleine terre, sur talus ou sous-bois, haie ou bordure. Il est très efficace pour la fixation des talus. Il dépasse rarement 80 cm de hauteur.